# Йохан Август фон Золмс-Рьоделхайм-Асенхайм
Йохан Август фон Золмс-Рьоделхайм-Асенхайм (на немски: Johann August zu Solms-Rödelheim und Assenheim; * 21 юни 1623 в Барут; † 23 ноември 1680 в Рьоделхайм) е граф на Золмс-Рьоделхайм и Асенхайм.
Той е син на граф Йохан Георг II фон Золмс-Барут (1591 – 1632) и съпругата му графиня Анна Мария фон Ербах-Фюрстенау (1603 – 1663), дъщеря на граф Фридрих Магнус фон Ербах и графиня Йохана Хенриета фон Йотинген-Йотинген. Брат е на Йохан Фридрих (1625 – 1696), граф Золмс-Барут-Вилденфелс, Фридрих Зигизмунд I (1627 – 1696), граф на Золмс-Барут, и Йохан Георг III (1630 – 1690), граф на Золмс-Барут.

Фамилията на графовете на Золмс-Рьоделхайм се отделя през 1607 г. като млада линия от графството Золмс-Лаубах. Фамилията живее в дворец Рьоделхайм (Франкфурт на Майн) и по-късно (до днес) в дворец Асенхайм в Нидатал-Асенхайм.

## Фамилия
Йохан Август се жени през 1654 г. в Регенсбург за графиня Елеонора Барбара Мария Крац фон Шарфенщайн (* 2 ноември 1629 в Майнц; † 26 февруари 1680 в Рьоделхайм), дъщеря на граф Йохан Филип Крац фон Шарфенщайн († 1635) и втората му съпруга Елеонора Анна Елизабет, фрайин Колона фон Фелс († 1669). Те имат децата:
- Йохан Август (1655 – 1655)
- Сибила Елеонора (1656 – 1657)
- Йохан Карл Еберхард (1657 – 1699), близнак
- София Елизабет (1657 – 1719), близначка
- Йохан Георг (1658 – 1673)
- Анна Мария (1660 – 1713), омъжена в Рьоделхайм на 7 септември 1675 г. за граф Херман Адолф Мориц фон Золмс-Лих (1646 – 1718), син на граф Лудвиг Христоф фон Золмс-Лих († 1650)
- Маргарета Магдалена Албертина (1661 – 1665)
- Елеонора Магдалена (1663 – 1703)
- Георг Лудвиг (1664 – 1716), граф на Золмс-Рьоделхайм, женен в Хамбург на 12 януари 1696 г. за графиня Шарлота Сибила фон Алефелт-Лангеланд (1672 – 1726), дъщеря на граф Фридрих фон Алефелт-Риксинген († 1686) и втората му съпруга графиня Мария Елизабет фон Лайнинген-Дагсбург-Харденбург († 1724)
- Амьона Шарлота (1666 – 1666)
- Лудвиг Хайнрих (1667 – 1728), граф на Золмс-Рьоделхайм и Асенхайм, женен в Гайлдорф на 27 юни 1695 г. за управляваща графиня Вилхелмина Христиана фон Лимпург (1679 – 1757), дъщеря на граф Вилхелм Хайнрих фон Лимпург-Гайлдорф († 1690) и Елизабет Доротея де Лимпург-Гайлдорф († 1712)
- Филип Фридрих Лудвиг Хайнрих (1668 – 1668)
- Вилхелм Фридрих (1669 – 1694)